# Louise-Victorine Ackermann
Louise-Victorine Ackermann (apellido de soltera, Choquet) (Niza, 30 de noviembre de 1813-2 de agosto de 1890) fue una poetisa francesa.

## Primeros años
Louise nació en París, pero se crio en un ambiente rural cercano a Montdidier, al sudoeste de Amiens. En 1829, su padre, después de haberle otorgado una educación básica en la filosofía de los enciclopedistas, la envió a la escuela en París; en 1838, Victorine Choquet viajó a Berlín para estudiar alemán, y allí se casó con Paul Ackermann, un filólogo alsaciano. Poco después de haber cumplido dos años de una vida matrimonial feliz Paul falleció, por lo que Madame Ackermann volvió a Niza y fue a vivir con una de sus hermanas.

## Carrera
En 1855 publicó Contes en vers, y en 1862 Contes et poésies.
La verdadera reputación de Madame Ackermann, sin embargo, no yace en estos poemas simples y alegres, sino en sus obras posteriores. En 1874 publicó Poésies, premières poésies, poésies philosophiques, un volumen de poemas con gran carga emotiva, en los cuales expresó su rebelión contra el sufrimiento humano. Antes de su publicación, en mayo de 1871, el volumen recibió una crítica entusiasta por E. Caro, publicada en el Revue des deux mondes. Caro, aunque desaprobó la impiété désespérée de los versos, alabó su vigor y la excelencia de su forma.
Poco después de la publicación de este volumen, Madame Ackermann regresó a París, donde formó un círculo de amigos pero no publicó casi nada más que un volumen en prosa, Pensées d'un solitaire ("Pensamientos de un recluso", 1883), al cual le anexó una corta autobiografía. Madame Ackermann falleció en Niza el 2 de agosto de 1890.